# 滝谷駅 (福島県)
滝谷駅（たきやえき）は、福島県河沼郡柳津町大字郷戸字居平丁（いだいらてい）にある、東日本旅客鉄道（JR東日本）只見線の駅である。

## 歴史
- 1941年（昭和16年）10月28日：開業[1][2]。一般駅[2]。
- 1971年（昭和46年）8月29日：貨物および荷物の取り扱いを廃止[3]。駅員無配置駅となる[4]。運転要員配置は存続し、タブレット交換が行われていた。このため、急行「奥只見」も停車。
- 1987年（昭和62年）4月1日：国鉄分割民営化により、 東日本旅客鉄道（JR東日本）の駅となる[2][5]。
- 2003年（平成15年）3月：現在の駅舎に改築。

## 駅構造
単式ホーム1面1線を有する地上駅で、会津若松駅管理の無人駅となっている。
かつては現在の単式ホームは島式で、さらに貨物用の単式ホーム（線路は島式の一本と共有）が存在した。現在の待合所は、貨物ホーム上に建てられており、線路も残っている。

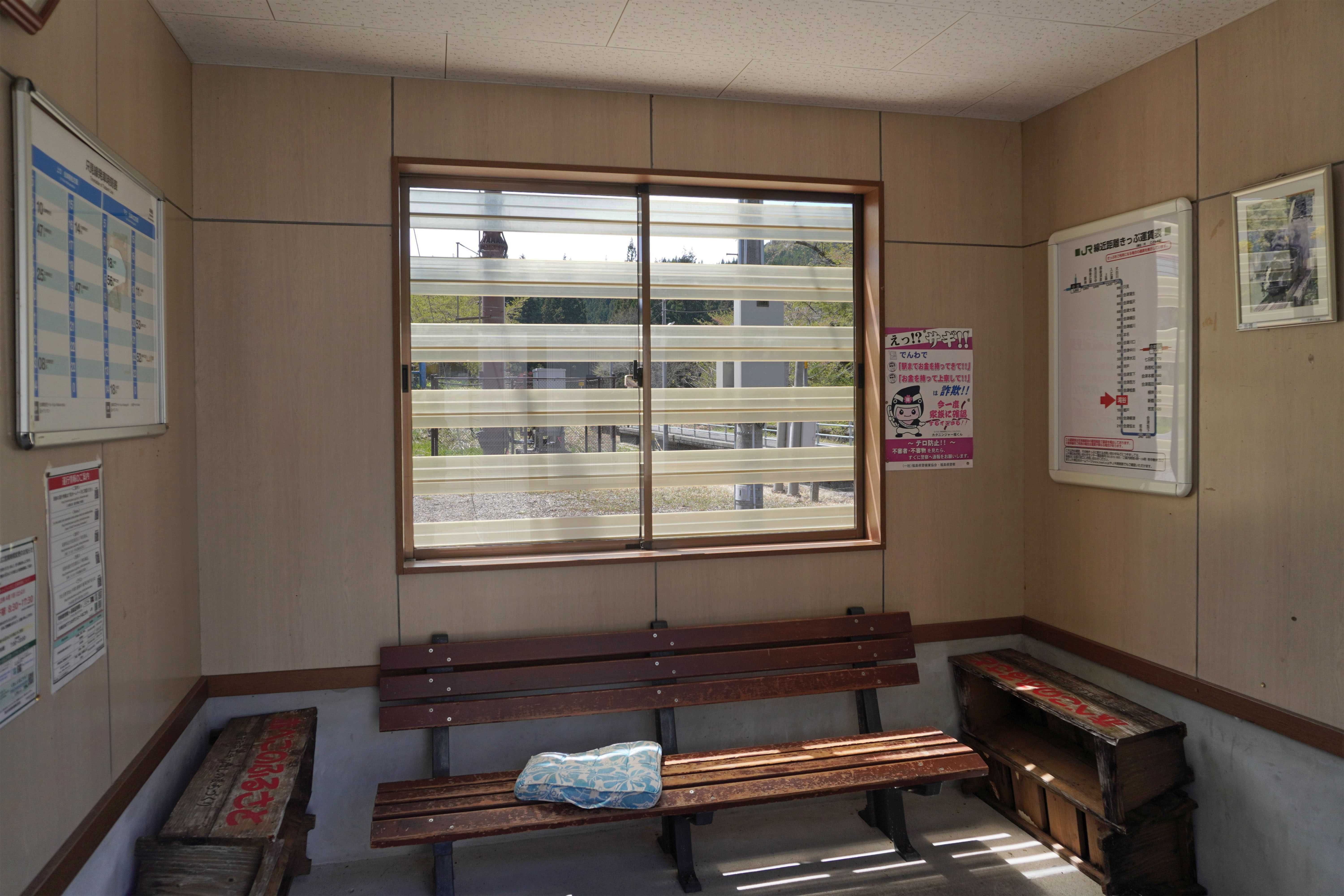
待合室（2023年4月）
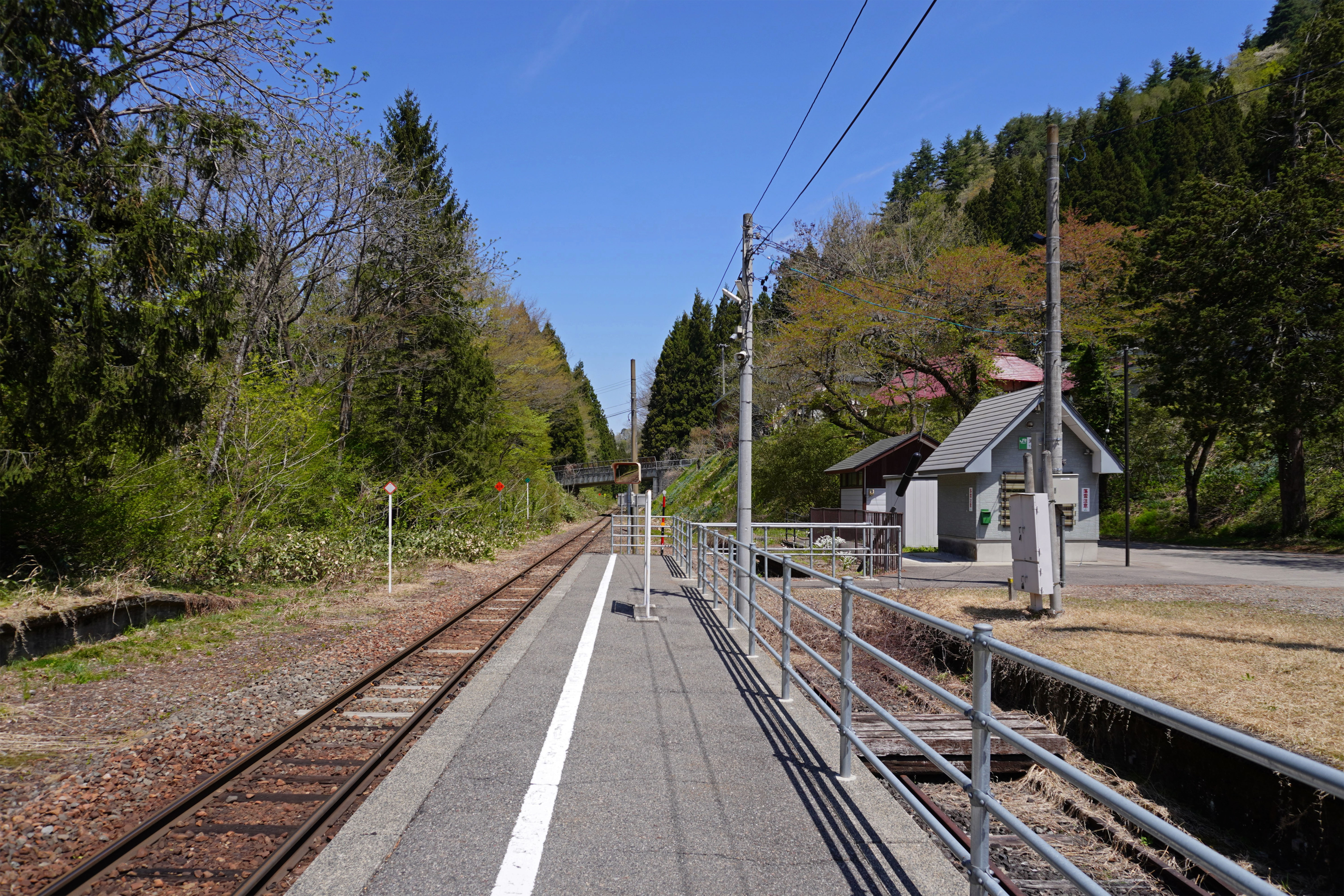
ホーム（2023年4月）

## 利用状況
「福島県統計年鑑」によると、2000年度（平成12年度）- 2004年度（平成16年度）の1日平均乗車人員の推移は以下のとおりであった。
| 乗車人員推移       | 乗車人員推移     | 乗車人員推移 |
| 年度               | 1日平均 乗車人員 | 出典         |
| ------------------ | ---------------- | ------------ |
| 2000年（平成12年） | 19               | [ 6 ]        |
| 2001年（平成13年） | 22               | [ 7 ]        |
| 2002年（平成14年） | 19               | [ 8 ]        |
| 2003年（平成15年） | 19               | [ 9 ]        |
| 2004年（平成16年） | 16               | [ 10 ]       |

## 駅周辺
会津柳津方面から只見川に沿ってきた只見線の線路は郷戸駅附近からその支流である滝谷川をさかのぼるが、当駅から先、小出方面の線路は滝谷川橋梁と原谷トンネルで山中を抜け、ふたたび只見川に沿う。
- 滝谷川橋梁
- 西山温泉
- 福島県道32号柳津昭和線
- 福島県道345号郷戸滝谷停車場線

## 隣の駅
東日本旅客鉄道（JR東日本）
■只見線
郷戸駅 - 滝谷駅 - 会津桧原駅